# Komtesse Ursel
Komtesse Ursel ist ein mittellanges deutsches Stummfilmlustspiel aus dem Jahre 1913 von Curt A. Stark mit seiner Ehefrau Henny Porten in der Titelrolle. Die männliche Hauptrolle übernahm Ernst Hofmann.

## Handlung
Komtesse Ursel entstammt einem wohlanständigen Elternhaus, und wie es in solchen Kreisen üblich ist, werden deren Töchter auf höhere Mädchenschulen geschickt, auf dass sie dort den letzten Schliff zu einer wohlerzogenen, heiratsfähigen jungen Dame erhalten. Unter der Leitung des Fräulein von Köckeritz herrscht ein strenges Regiment, sodass Ursel, die sich ihrer Freiheit beraubt fühlt, rasch damit anfängt, zu rebellieren. Denn so leicht lässt sich die springlebendige und immer zu allerlei Späßen aufgelegte Ursel nicht zähmen. Und fällt dem Pensionatsfräulein ein Späßchen nach dem anderen ein, um das Personal auf Trab zu halten und ihnen den letzten Nerv zu rauben. Doch allmählich färbt die Erziehung auch auf sie ab. Ursel gewöhnt sich gute Manieren an und versöhnt sogar zerstrittene Nachbarn wieder miteinander. Als dann auch noch deren Sohn Hans Joachim von Ilmenau, ein schmucker junger Mann, auftaucht, ist für Komtesse Ursel auch der passende Ehemann gefunden …

## Produktionsnotizen
Komtesse Ursel entstand Mitte 1913 in dem Messter-Film-Atelier in Berlins Blücherstraße Nr. 32, passierte am 6. September desselben Jahres die Filmzensur und wurde am 29. Oktober 1913 uraufgeführt. Der Streifen hatte eine Länge von 825 Metern, verteilt auf drei Akte. 

## Kritik
Das Prager Tagblatt schrieb: „Einen der köstlichsten humoristischsten Stoffe, der je verfilmt wurde, birgt das Lustspiel „Komtesse Ursel“, in dem Henny Porten als übermütiges Pensionatsfräulein ihren ganzen Charme entfalten kann. Auch an rührenden Szenen fehlt es in diesem außerordentlich wirksamen Lustspiele nicht.“
Das Mährische Tagblatt meinte: „Henny Porten … spielt … ihre Rolle so glanzvoll, daß sie jedermanns Beifall ernten muß. Das Lustspiel selbst ist vortrefflich, das Liebesspiel zwischen dem Grafen Hans Joachim und Komtesse Ursel fesselnd und die Inszenierung vornehm.“